# Jennie Fletcher
Jennie Fletcher (n. 19 martie 1890, Leicester, Anglia, Regatul Unit al Marii Britanii și Irlandei – d. 17 ianuarie 1968, Teeswater⁠(d), Ontario, Canada) a fost o înotătoare ce a reprezentat Regatul Unit al Marii Britanii și al Irlandei de Nord, medaliată olimpică. A participat la o ediție a Jocurilor Olimpice (1912) în care a câștigat două medalii de aur și o medalie de bronz.